# Mantidactylus biporus
Mantidactylus biporus är en groddjursart som först beskrevs av George Albert Boulenger 1889.  Mantidactylus biporus ingår i släktet Mantidactylus och familjen Mantellidae. IUCN kategoriserar arten globalt som livskraftig. Inga underarter finns listade i Catalogue of Life.